# Gregale
Der Gregale ist ein kühler, kräftiger Nordostwind, der vor allem im Winter im zentralen Mittelmeerraum weht, wenn ein Tief südlich von Malta liegt.
Er betrifft besonders die Inseln von Korsika bis Malta. Der italienische Name „Grecale“ lässt sich frei mit „Griechischer Wind“ übersetzen und geht darauf zurück, dass der Wind auf der ionischen Insel Zakynthos in Griechenland startet. Im östlichen Mittelmeerraum ist ein ähnlicher Wind unter dem Namen Euroklydon bekannt.